# Carl Apstein
Carl Heinrich Apstein (19 de septiembre de 1862, Stettin-14 de noviembre de 1950, Berlín) fue un zoólogo alemán.
En 1889 obtuvo su doctorado en la Universidad de Kiel con una disertación sobre las hileras de las Araneidae. Posteriormente trabajó como asistente de Karl Brandt (1854-1931) en el Instituto Zoológico en Kiel. Cuando joven que lleva a cabo estudios del plancton de agua dulce de los lagos de Holstein (1890-1895). En mayo-1898 obtuvo su habilitación en Kiel para la zoología y anatomía comparada , y unos meses más tarde participó como zoólogo en el Deutschen Tiefsee-Expedition (expedición alemana al Mar Profundo) a bordo del vapor "Valdivia".
En 1906 fue nombrado profesor asociado en Kiel, y en 1911 se convirtió en un oficial científico en la Akademie der Preußischen Wissenschaften en Berlín. En esta posición, trabajó como editor de revistas científicas en el campo de la zoología, que incluía el editorial de Das Tierreich (El reino animal, desde 1927). Él era un miembro de la Comisión Internacional de Nomenclatura Zoológica , y desde 1918 hasta 1945 fue secretario de la Deutschen Gesellschaft Zoologischen (Sociedad Alemana Zoológica).
Además de su investigación en 1898-1899 con el Deutschen Tiefsee-Expedición, de la que fue el encargado de procesar el material tomado de plancton (1889) y el Deutschen Südpolar-Expedición (1901-1903). En sus investigaciones, Apstein se distinguió en la investigación de Thaliacea.

## Obra

### Algunas publicaciones
- Bau und Function der Spinndrüsen der Araneida, 1889 - Structure and function of the spinnerets of Araneida, disertación.

- Das Süsswasserplankton: Methode und Resultate der quantitativen Untersuchung, 1896 -- On freshwater plankton.

- Tierleben der Hochsee: Reisebegleiter für Seefahrer. Lipsius und Tischer, Kiel 1905.

- Die Thaliacea der Plankton-Expedition. B. Vertheilung der Salpen. (= Victor Hensen editor): Ergebnisse der Plankton-Expedition der Humboldt-Stiftung, v. 2) 1894, p. 1–68. -- Thaliacea of the "Plankton Expedition".

- Die Salpen der Deutschen Tiefsee-Expedition. (= Carl Chun editor): Wissenschaftliche Ergebnisse der Deutschen Tiefsee-Expedition auf dem Dampfer "Valdivia" 1898–1899, v. 12) Fischer, Jena 1906, p. 245–290. -- Thaliacea of the German "deep-sea expedition".

- Die Salpen der Deutschen Südpolar-Expedition. (= Erich von Drygalski editor): Deutsche Südpolar-Expedition 1901-1903, v. 9) 1906, p. 155–203. -- Thaliacea of the German "South Polar expedition".

- Nordisches Plankton (ocho v.) Lipsius und Tischer, Kiel und Leipzig 1901–1942. (editó con Karl Brandt) -- Nordic plankton.

- La abreviatura «Apstein» se emplea para indicar a Carl Apstein como autoridad en la descripción y clasificación científica de los vegetales.[1]